# Verb transitiu
Un verb transitiu és un verb que accepta un o més complements. Això contrasta amb els verbs intransitius, que no tenen complements. La transitivitat es considera tradicionalment una propietat global d'una frase, per la qual l'activitat es transfereix d'un agent a un pacient.
Els verbs transitius es poden classificar pel nombre de complements que requereixen. Els verbs que accepten només dos arguments, un subjecte i un únic objecte directe, són monotransitius. Els verbs que accepten dos complements, un de directe i un d'indirecte, s'anomenen ditransitius, o menys comunament bitransitius.
El verb transitiu exigeix complement directe per completar el seu significat, com "dir" (es diu alguna cosa), encara que pugui aparèixer sense aquest complement. Un exemple de verb ditransitiu és "donar". El fet de reclamar un o més complements depèn del significat del verb, expressat per la seva arrel. Per això hi poden haver diferències entre llengües, ja que res en la gramàtica fa predir que un determinat verb demani uns complements (també anomenats arguments) o uns altres.